# Bezirksklasse Magdeburg-Anhalt 1934/35

SV Dessau 05 Der große Weg beginnt. 6 x ´Gaumeister Mitte´

Die Bezirksklasse Magdeburg-Anhalt 1934/35 war die zweite Spielzeit der seit 1933 als Unterbau zur Gauliga Mitte fungierenden zweitklassigen Bezirksklasse Magdeburg-Anhalt. Als Meister setzte sich der renommierte SV Dessau 05 durch, der dann auch die Aufstiegsspiele zur Gauliga in relativ souveräner Manier meisterte. Gespielt wurde wieder in einem Rundenturnier-Modus mit Hin-und-Rückspielen. Die Stendaler 09 Viktoria neben der Tangermünder 07 Saxonia komplettierten durch stabile Leistungen über die ganze Saison hinweg, das Liga-Podest. Weichen in die Kreisklasse II (MD), mussten schlussendlich sowohl der VfB 1906 Schönebeck als auch der SC 1900 Magdeburg, die sich beide als nicht genügend konkurrenzfähig erwiesen, wobei es im Falle der Elb-Saline-Städter einer äußerst knappen Millimeter-Entscheidung gegenüber Germania Halberstadt gleichkam, die sich nur um Haaresbreite aufgrund des vorteilhafteren Tor-Quotienten über die Abstiegs-Linie retteten. Beide alt-ambitionierten Magdeburger Traditionsvereine landeten, als Absteiger aus der Gauliga angetreten, auf eher ernüchternden Mittelfeldplätzen.
Das Zurück-Delegieren des SV 1911 Hötensleben in den niedersächsischen Bereich und der Aufstieg des FuCC Cricket-Viktoria in die Gauliga, wurde vom gleichzeitigen Doppel-Abstieg von Fortuna & der Magdeburger Preußen aus der übergeordneten Klasse kompensiert, sodass die Liga das Spieljahr 1934/35, wie anfangs angedacht und beschlossen, mit zwölf Vereinen bestreiten konnte.
Die anschließende Aufstiegsrunde wurde vom späteren, zweifachen Bezirksmeister  FC Preußen 02 Burg dominiert, der den Harz-Kreismeister FC Askania 1900 Aschersleben im Schlepptau mit in die Bezirksklasse für die neue Saison hievte.

## Abschlusstabelle
Tabellen, Zahlen und Resultate sind aus den im Unterpunkt Quellen notierten Zeitungen entnommen.
Gespielte Spiele: 132 / Erzielte Tore: 665

(2. Spielzeit – Saison-Beginn: 02.09.1934)
| Pl. | Verein                     | Sp. | Tore  | Quote | Punkte |
| --- | -------------------------- | --- | ----- | ----- | ------ |
| 01. | SV Dessau 05               | 22  | 72:38 | 1,89  | 30:14  |
| 02. | FC Viktoria 09 Stendal     | 22  | 60:46 | 1,30  | 28:16  |
| 03. | Saxonia 07 Tangermünde (N) | 22  | 68:59 | 1,15  | 26:18  |
| 04. | SV 09 Staßfurt             | 22  | 56:46 | 1,21  | 25:19  |
| 05. | MSC Preußen 99 (A)         | 22  | 59:46 | 1,28  | 24:20  |
| 06. | Viktoria 03 Zerbst         | 22  | 57:54 | 1,05  | 24:20  |
| 07. | VfL Germania Wernigerode   | 22  | 60:62 | 0,96  | 22:22  |
| 08. | SV 07 Bernburg             | 22  | 41:59 | 0,69  | 21:23  |
| 09. | FV Fortuna Magdeburg (A)   | 22  | 57:53 | 1,07  | 20:24  |
| 10. | FC Germania Halberstadt    | 22  | 42:59 | 0,71  | 16:28  |
| 11. | VfB 1906 Schönebeck        | 22  | 47:68 | 0,69  | 16:28  |
| 12. | Magdeburger SC 1900 (N)    | 22  | 46:75 | 0,61  | 12:32  |

| (A) | Absteiger aus der Gauliga Mitte    |
| (N) | Aufsteiger aus den 1. Kreisklassen |

(bei Punktgleichheit entschied in allen Klassen und Runden jeweils der Tor-Quotient über die Tabellen-Platzierung)

## Aufstiegsrunde
In der Aufstiegsrunde spielten die 4 Gewinner der einzelnen 1. Kreisklassen um die beiden Aufstiegsplätze zur Bezirksklasse Magdeburg-Anhalt 1935/36.
Gespielte Spiele: 12 / Erzielte Tore: 66 / Ausspielung: 07.04. – 02.06.1935

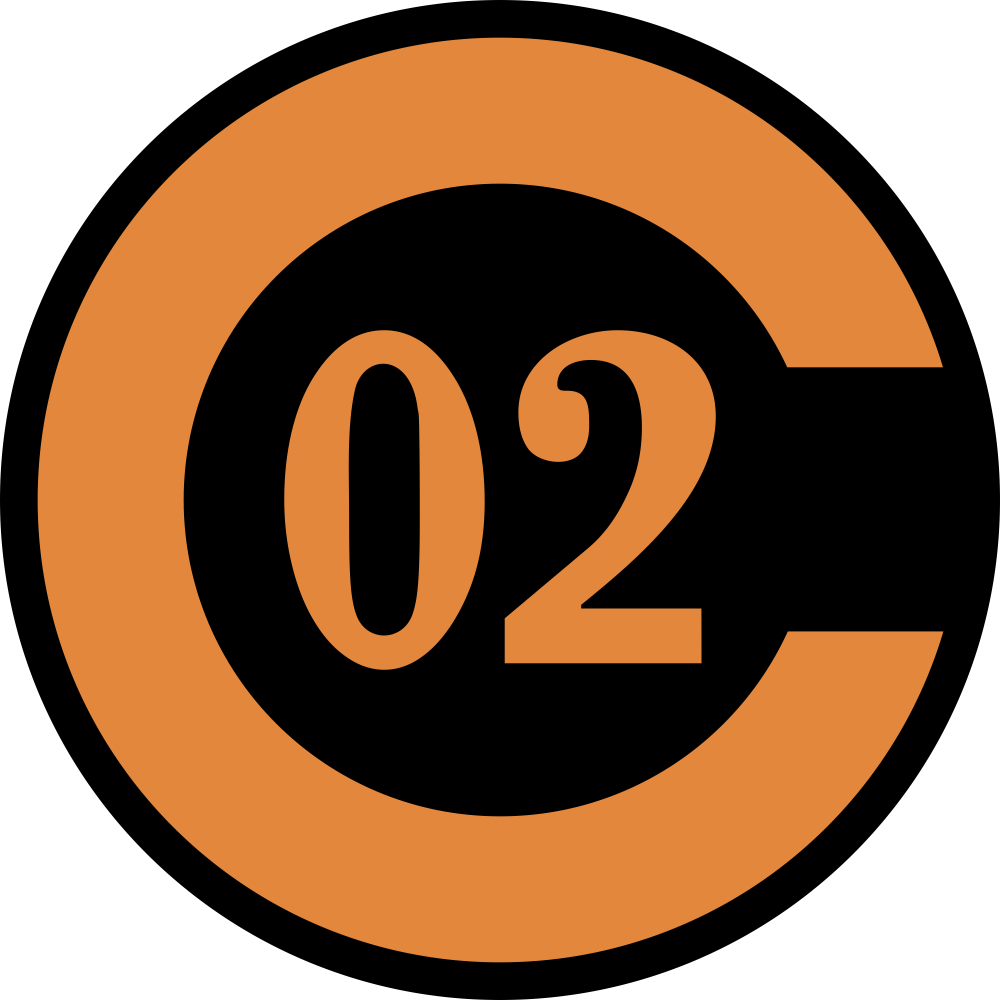
SV Köthen 02 Kreismeister: Kreis Anhalt 1909–1917 ein Koloß

| Pl. | Verein                                                 | Sp. | Tore  | Quote | Punkte |
| --- | ------------------------------------------------------ | --- | ----- | ----- | ------ |
| 1.  | FC Preußen 02 Burg (Sieger Kreisklasse Magdeburg)      | 6   | 17:09 | 1,88  | 9:3    |
| 2.  | FC Askania 1900 Aschersleben (Sieger Kreisklasse Harz) | 6   | 19:15 | 1,26  | 7:5    |
| 3.  | SV Köthen 02 (Sieger Kreisklasse Anhalt)               | 6   | 23:11 | 2,09  | 5:7    |
| 4.  | SV Gardelegen (Sieger Kreisklasse Altmark)             | 6   | 07:31 | 0,22  | 3:9    |